# Alpen-Mannstreu
Die Alpen-Mannstreu (Eryngium alpinum) ist eine Pflanzenart aus der Gattung Mannstreu (Eryngium) innerhalb der Familie der Doldenblütler (Apiaceae). Sie wird auch als „Blaue Distel“ oder „Anhakn“ bezeichnet.

## Beschreibung

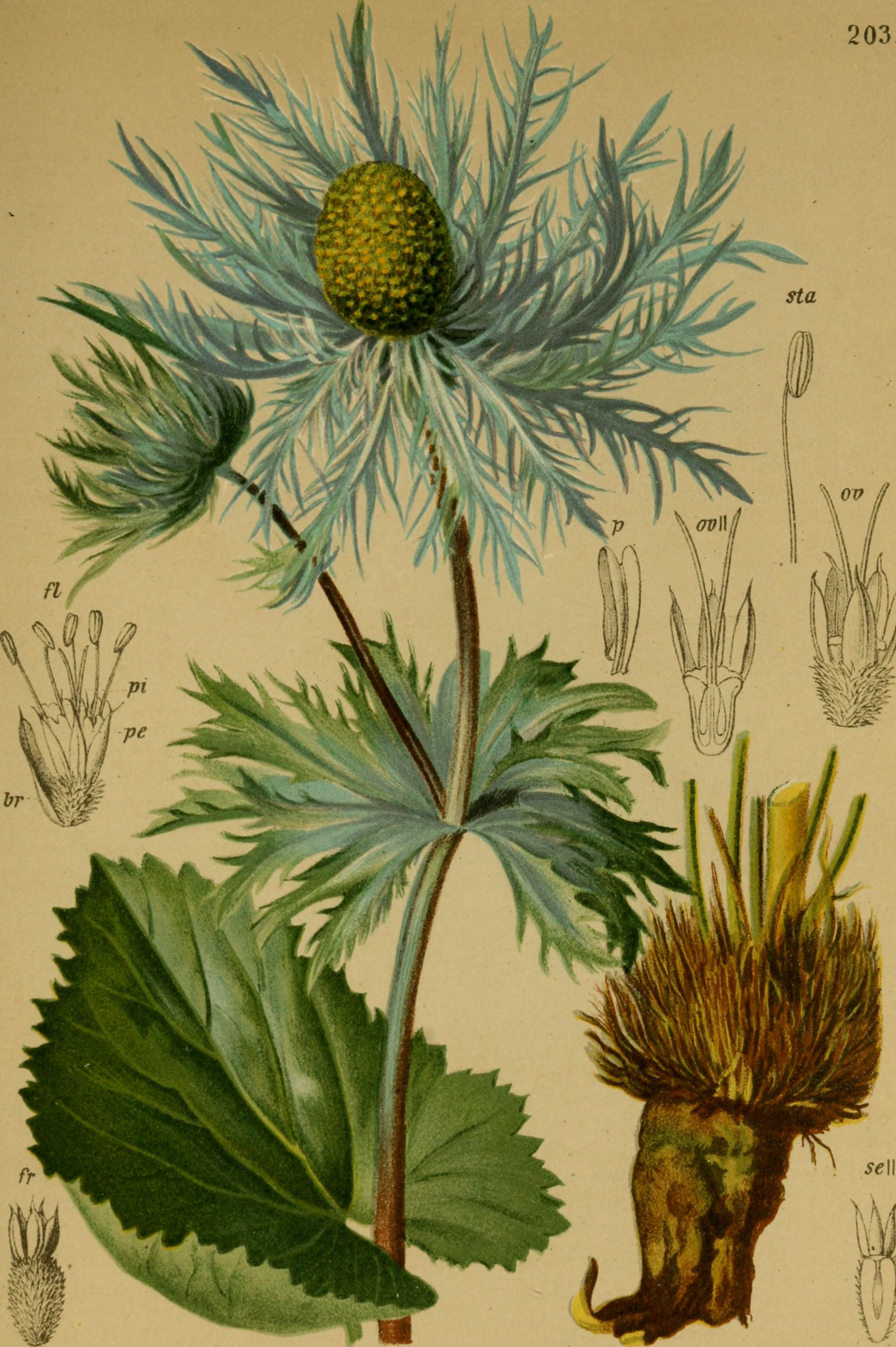
Illustration aus Atlas der Alpenflora, 1882

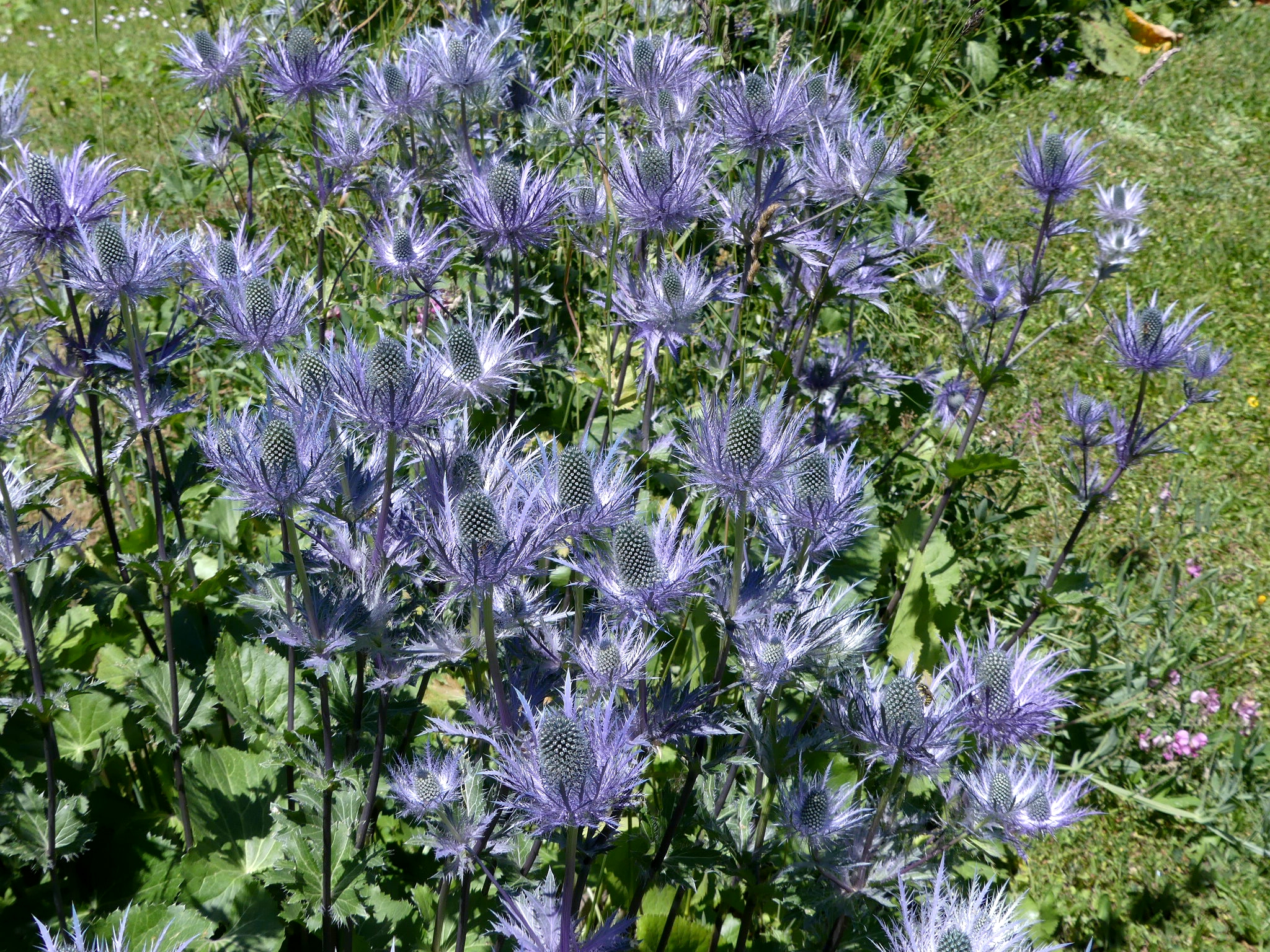
Habitus im Habitat

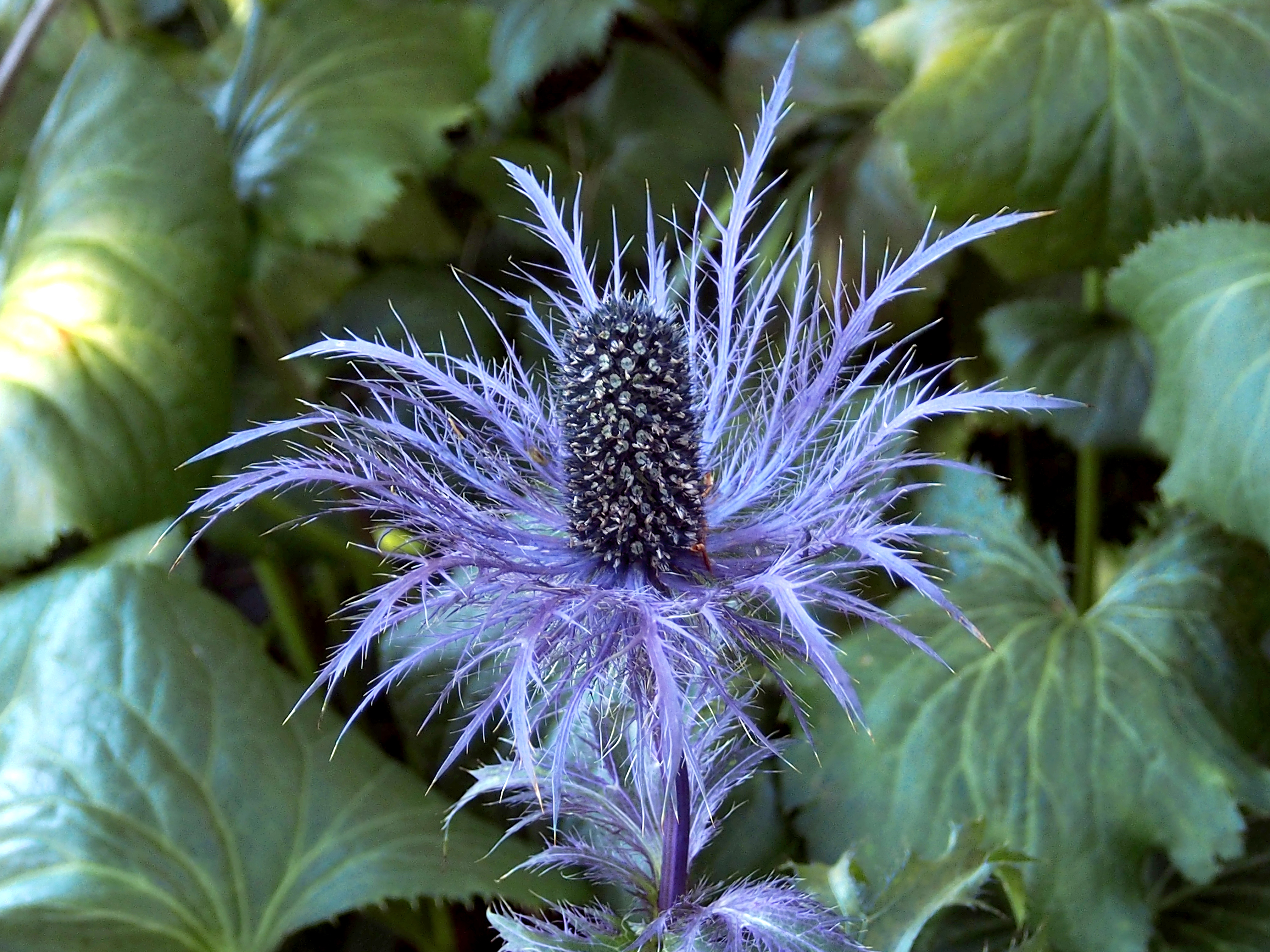
Blütenstand im Detail

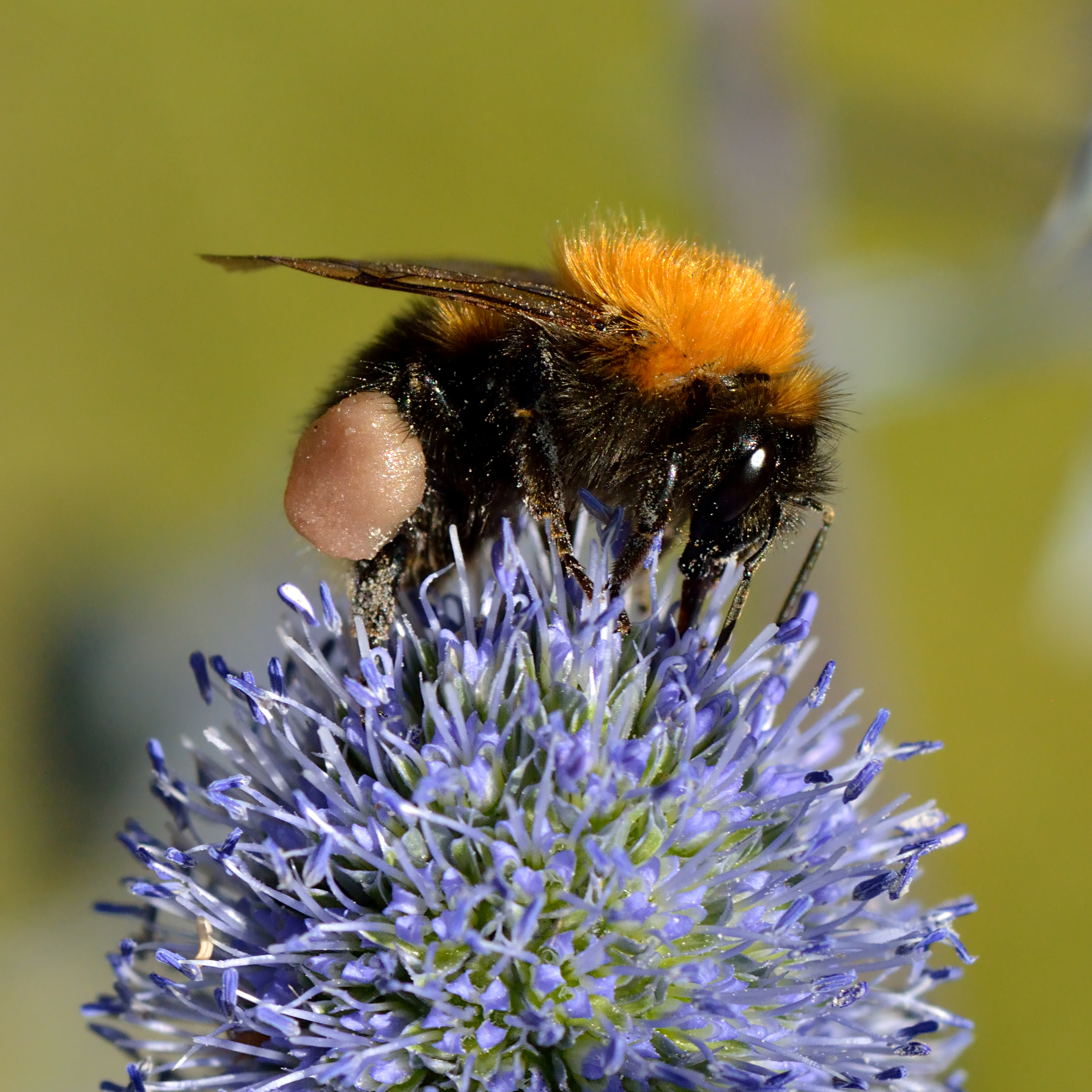
Blütenstand mit Bombus hypnorum als Blütenbesucher

### Vegetative Merkmale
Alpen-Mannstreu wächst als ausdauernde krautige Pflanze und erreicht Wuchshöhen von 50 bis 70, selten bis 80 Zentimetern. Das Erscheinungsbild ist sehr distelähnlich. Der Stängel ist ziemlich dick, im Blütenstandsbereich verzweigt und gerillt.
Die weichen Grundblätter sind sehr lang gestielt. Ihre einfache Blattspreite ist bei einer Länge von bis zu 25 Zentimetern sowie einer Breite von etwa 20 Zentimetern dreieckig oder oval mit herzförmiger Spreitenbasis. Ihr Blattrand ist ungleich grannig gezähnt. Die handförmig gespaltenen Stängelblätter sind wechselständig angeordnet und besitzen distelartige Stacheln; sie sind kürzer gestielt als die Grundblätter, sind im Umriss kreisrund oder eiförmig-rundlich und an der Spitze oft dreispaltig. Die Blattabschnitte der Stängelblätter sind gewimpert-gesägt.

### Generative Merkmale
Die Blütezeit reicht von Juli bis September. Die Blüten befinden sich dichtgedrängt in einem bei einer Länge von bis zu 4 Zentimetern erst rundlichen, später walzenförmigen Blütenstand. Es sind 12 bis 18 Hüllblätter vorhanden; sie sind länger als der Blütenkopf. Die amethystfarbenen, bläulichen, stechenden und gezackten Hüllblätter sind im Umriss länglich-lanzettlich, fiederig-vielspaltig mit schlanken, lang begrannten, aufwärts gerichteten Abschnitten. Die Spreublätter sind etwa 5 Millimeter lang, in der Mitte dreiteilig und überragen die Blüten. Die Blüten sind 2 bis 3 Millimeter lang. Die Kelchblätter sind bei einer Länge von etwa 2 Millimetern eiförmig-lanzettlich, lang und laufen in eine Dornspitze aus. Die Kronblätter sind kürzer als die Kelchblätter, fast rechteckig und stumpf ausgerandet. Wie bei vielen Umbelliferen-Blüten sind bei der Art die Kronblätter der Blüte an der Spitze zurückgeschlagen; dieser zurückgeschlagene Abschnitt (das „eingeschlagene Läppchen“, Lobulum inflexum) ist in Aufsicht fast linealisch.
Die Frucht ist bei einer Länge von etwa 6 Millimetern sowie einem Durchmesser von etwa 4 Millimeter kantig und kreiselförmig; sie ist mit scharfen, spitzschuppigen Längsrunzeln besetzt und braun-gelb. Jede Teilfrucht geht in zwei oder drei scharf spitzige, 4 bis 5 Millimeter lange Kelchzähne über.
Die Chromosomenzahl beträgt 2n = 16.

## Ökologie
Bemerkenswert sind die amethystfarbenen, bläulichen Hüllblätter die einen extrafloralen Schauapparat bilden, der die Anlockung der Insekten übernimmt. Die dornige Doldenhülle öffnet sich bei Sonnenaufgang, schließt sich bei Nässe und Dunkelheit und wehrt Schnecken, Raupen und das Weidevieh ab.

## Vorkommen und Nutzung
Die Alpen-Mannstreu kommt ursprünglich in Frankreich, Italien, in der Schweiz, Österreich, Liechtenstein, Slowenien, Kroatien, Bosnien und Herzegowina sowie Montenegro vor.
Die Hauptverbreitung dieser Art ist in den Westalpen, im Jura (Gebirge) und dem Dinarischen Gebirge. Standorte weisen oft kalkhaltige Böden auf. Sie gedeiht in Hochstaudenfluren und Wildheuplanggen in Höhenlagen von 1200 bis 2500 Metern. Sie erreicht 2500 Meter in Kärnten im Lesachtal am Hochstadl ob Liesing und Sankt Lorenzen. Sie kommt vor allem in Pflanzengesellschaften des Verbands Caricion ferrugineae und der Ordnung Adenostyletalia vor.
In Österreich kommt die Alpen-Mannstreu sehr selten im südwestlichen Kärnten (westliche Karnische Alpen) vor und ist auch in Vorarlberg nachgewiesen. In der Schweiz ist sie vollständig geschützt.
Die Alpen-Mannstreu wird meist selten als Zierpflanze kultiviert. In der Schweiz wird sie öfter in Anlagen, Gärten oder Friedhöfen kultiviert. Sie wird manchmal auch angesalbt wie in Südtirol (Ultental).
Die ökologischen Zeigerwerte nach Landolt & al. 2010 sind in der Schweiz: Feuchtezahl F = 3 (mäßig feucht), Lichtzahl L = 4 (hell), Reaktionszahl R = 4 (neutral bis basisch), Temperaturzahl T = 2 (subalpin), Nährstoffzahl N = 4 (nährstoffreich), Kontinentalitätszahl K = 2 (subozeanisch).

## Taxonomie
Die Erstveröffentlichung von Eryngium alpinum erfolgte 1753 durch Carl von Linné in Species Plantarum, Tomus I, Seite 233. Das Artepitheton alpinum bedeutet „aus den Alpen“.

## Trivialnamen
Für das Alpen-Mannstreu bestehen bzw. bestanden auch die weiteren deutschsprachigen Trivialnamen: Edeldistel (Entlibuch), Edler Distel und Mattscharte (Entlibuch).